# 메이호촌
메이호촌(일본어: 明宝村)은 일본 기후현 구조군에 설치되었던 촌이다. 2004년 3월 1일에 구조군의 7정촌이 합병해 구조시가 성립해 하치만정은 폐지되었다. 

## 지리
미노 지방의 북쪽 끝으로 히다 고지에 위치한다.마을 면적의 대부분은 산림이다.나가라 강의 지류, 요시다 강의 상류부에 해당했다.

## 역사
- 1897년 4월 1일 - 7개 촌이 합병해 오쿠메이가타촌이 성립하였다.
- 1970년 4월 20일 - 오쿠메이가타촌이 메이가타촌으로 개칭되었다.
- 1992년 4월 1일 - 메이가타촌이 메이호촌으로 개칭되었다.
- 2004년 3월 1일 - 야마토 정·시라토리 정·다카스 촌·미나미 촌·하치만 정·와라 촌과 합병해 구조시가 성립하였다. 동일 메이호촌은 폐지되었다.

## 교통

### 도로
- 국도 제472호선

## 참고 문헌
- 角川日本地名大辞典編纂委員会,『角川日本地名大辞典 21 岐阜県』1980, 角川書店